# Zubák
Zubák (in ungherese Trencsénfogas) è un comune della Slovacchia facente parte del distretto di Púchov, nella regione di Trenčín.